# Plutella
Plutella é um gênero de mariposa pertencente à família Acrolepiidae.